# Estação San Ramón
A Estação San Ramón é uma das estações do Metrô de Santiago, situada em Santiago, entre a Estação Santa Rosa e a Estação La Cisterna. Faz parte da Linha 4A.
Foi inaugurada em 16 de agosto de 2006. Localiza-se no cruzamento da Rodovia Vespucio Sur com a Rua Carlos Dávila. Atende a comuna de San Ramón.